# Carebarella
Carebarella (лат.) — род южноамериканских муравьёв подсемейства мирмицины (Myrmicinae). Эндемик Южной Америки. 3 вида. Мелкие муравьи (длина рабочих особей 2—4 мм, самки — около 1 см) желтовато-коричневого цвета. Усики 10-члениковые (булава у рабочих из 2 сегментов, а у самок — из 3). Глаза рабочих развиты слабо, мелкие (около 8 фасеток). Жвалы с 4 зубцами. Проподеум округлый, без зубцов. Стебелёк между грудкой и брюшком состоит из двух сегментов (петиоль + постпетиоль).
Род был описан в 1906 году итальянским мирмекологом Карлом Эмери на основании выделенного им типового вида Carebarella bicolor Emery, 1906. Таксон Carebarella сначала сближали с родом Megalomyrmex, а сейчас включают в трибу Solenopsidini. Известны находки в термитниках Nasutitermes и муравейниках листорезов Acromyrmex (лестобиоз).
- Carebarella alvarengai Kempf, 1975
- Carebarella bicolor Emery, 1906 typus
- Carebarella condei Borgmeier, 1937[4]

Голова рабочего Carebarella bicolor
Голова самки C. bicolor
Самка сбоку (C. bicolor)
Самка сверху (C. bicolor)